# Buchanan Dam
Buchanan Dam és una concentració de població designada pel cens dels Estats Units a l'estat de Texas. Segons el cens del 2000 tenia 1.688 habitants.

## Demografia
Segons el cens del 2000, Buchanan Dam tenia 1.688 habitants, 848 habitatges, i 545 famílies. La densitat de població era de 85,6 habitants per km².
Dels 848 habitatges en un 11% hi vivien nens de menys de 18 anys, en un 57,1% hi vivien parelles casades, en un 4,5% dones solteres, i en un 35,7% no eren unitats familiars. En el 31,4% dels habitatges hi vivien persones soles el 13,8% de les quals corresponia a persones de 65 anys o més que vivien soles. El nombre mitjà de persones vivint en cada habitatge era d'1,99 i el nombre mitjà de persones que vivien en cada família era de 2,43.
Per edats la població es repartia de la següent manera: un 11,9% tenia menys de 18 anys, un 3,7% entre 18 i 24, un 16,4% entre 25 i 44, un 35% de 45 a 60 i un 32,9% 65 anys o més.
L'edat mediana era de 56 anys. Per cada 100 dones de 18 o més anys hi havia 101,5 homes.
La renda mediana per habitatge era de 32.586 $ i la renda mediana per família de 41.216 $. Els homes tenien una renda mediana de 39.286 $ mentre que les dones 23.580 $. La renda per capita de la població era de 25.812 $. Aproximadament el 5,7% de les famílies i el 8,5% de la població estaven per davall del llindar de pobresa.

## Poblacions més properes
El següent diagrama mostra les poblacions més properes.